# 電動剃鬚刀
電動剃鬚刀是一种用電驅動的刮鬍刀。電動剃鬚刀一般有很多可旋转或可擺動的小刀片。電動剃鬚刀由一个电动机驱动，該电动机由电池、蓄電池或市電（此類電動剃鬚刀自帶插頭，可以插在拖線板上）供电。
第一个获得電動剃鬚刀专利的人是约翰·奥鲁克（John F. O'Rouke），他在1898年申请了美国第616554號专利。1915年，德国工程师约翰·布鲁克（Johann Bruecker）发明了第一把能用的电动剃须刀。此後其他公司纷纷推出自己生產的電動剃鬚刀。